# Ministerul regal maghiar al apărării

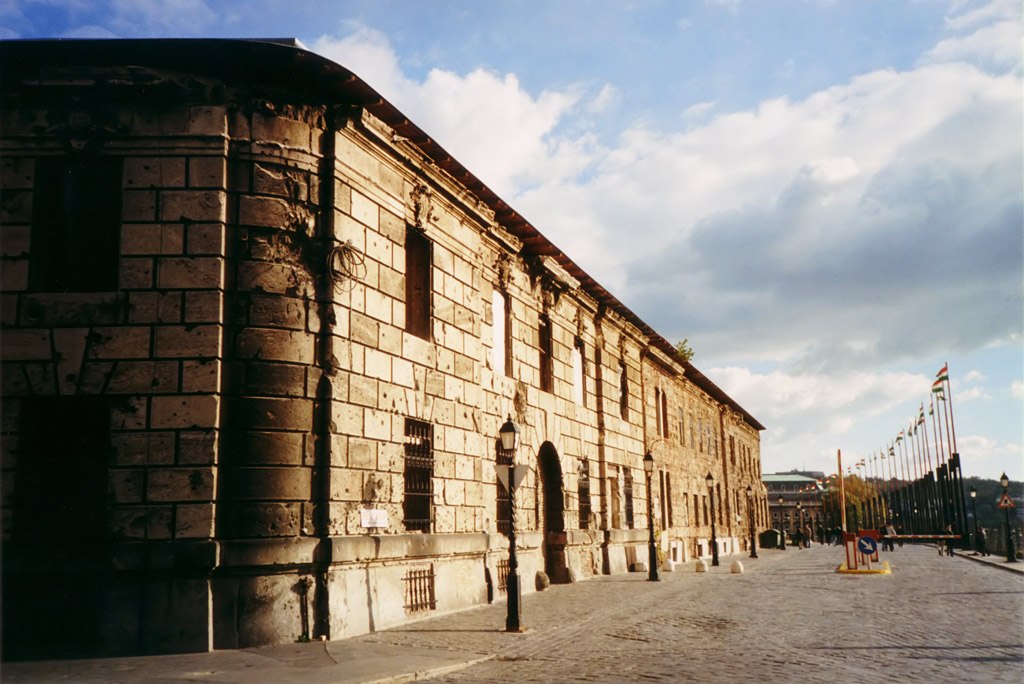
Honvédministerium; mai târziu ministerul de război

Ministerul regal maghiar al apărării (în maghiară Magyar Királyi Honvédelmi Minisztérium, prescurtat M. kir. Honvédelmi Minisztérium; în germană k.u. Honvédministerium) cu sediul la Budapesta era responsabil pentru finanțarea, organizarea și administrarea Forțelor de apărare regale maghiare (în maghiară: Magyar Királyi Honvédség) și a componentei lor croato-slavone fondate în 1868 în jumătatea transleithanică a monarhiei austro-ungare. Ministerul regal maghiar al apărării a existat din 1868 până la începutul lui noiembrie 1918.
Ministerul regal maghiar al apărării era unul dintre cele trei ministere ale forțelor armate ale Dublei Monarhii, care, în vremuri de pace, erau oficial independente unul de altul. Celelalte două ministere (cu sediul la Viena) erau:
- Ministerul de război imperial și regal – responsabil pentru Armata comună și pentru Marina de război
- Ministerul apărării cezaro-crăiesc – responsabil pentru Forțele de apărare cezaro-crăiești